# ゴーマニズム宣言SPECIAL 脱原発論
ゴーマニズム宣言SPECIAL 脱原発論（ゴーマニズムせんげんスペシャル だつげんぱつろん）とは2012年8月22日に出版された書籍の名称。著者は小林よしのり。出版社は小学館。
東日本大震災以降の日本国内において意見が二分されている、原子力発電所の是非について論じた書籍。保守言論人の多くは東日本大震災以降は原発推進派であるが、保守の著者である小林よしのりは国土や国民の命を保守するために脱原発派の論陣を張っている。そして本書では即時全原発廃炉を求め、政府や東京電力や自称保守言論人の嘘を暴くという内容になっている。菅直人はこの書籍を読んだということを自身のブログで報告している。そしてこれまでの小林よしのりの主張というのは菅直人とは異なっていたものの、脱原発論で述べられている主張は大半が同意できるものであるという感想を述べている。